# Dawn Powell
Dawn Powell (Mount Gilead, 28 novembre 1896 – New York, 14 novembre 1965) è stata una scrittrice statunitense.

## Biografia
Nata in un villaggio dell'Ohio, seconda di tre figlie, rimase orfana della madre, Hattie Sherman, a 7 anni. Quando suo padre, Roy King Powell, si risposò lei non riusciva ad accettare la matrigna, Sabra Stearns, che per sua parte non fece nulla per conquistare la bambina. Anzi, in occasione di una punizione, durante la quale le strappò i quaderni e i diari, la ragazza scappò di casa e non volle più tornarci, andando ad abitare da una zia, Orpha May Sherman Steinbrueck (tutto questo è poi trasfigurato in My Home Is Far Away, del 1944).
Presso il "Lake Erie College" di Painesville, incoraggiata dalla zia e dagli insegnanti, si mise a scrivere racconti e opere drammatiche, fece l'attrice in piccole produzioni universitarie e lavorò al giornale della facoltà ("Lake Erie Record"). Dopo la laurea si trasferì nel Connecticut e poi subito a Manhattan.
Nel 1920 incontrò e sposò Joseph Roebuck Gousha, che voleva fare il poeta, ma che lavorò nel campo della pubblicità inventando slogan. L'anno successivo i due ebbero l'unico figlio, Joseph R. Gousha junior, detto "Jojo", il quale aveva problemi d'apprendimento ed emotivi, probabilmente di natura autistica.
Dal quartiere di Greenwich Village, dove visse il resto della sua vita, Sawn Powell scrisse e pubblicò moltissimi racconti, dodici romanzi e dieci opere teatrali, oltre a tenere dal 1931 un fitto diario. Ciononostante non riusciva a contribuire al bilancio famigliare ed era costretta a scrivere per soldi e a fare altri lavori, come comparsa, sceneggiatrice, recensioni varie e personaggi radiofonici.
Nel 1925 pubblicò il primo romanzo Whither, ma lei considerava She Walks in Beauty (1928) come il primo e Dance Night (1930) il preferito tra i suoi libri. Solo nel 1936, con l'uscita di Turn, Magic Wheel cominciò a conoscere qualche successo critico e di vendite.
Nel 1933, dalla sua opera teatrale Walking down Broadway è stato tratto il film Hello, sister!.
Nel 1939, entrò nella squadra dell'editore "Charles Scribner's Sons", dove i suoi testi venivano curati e revisionati da Maxwell Perkins (lo stesso editor di Ernest Hemingway, Francis Scott Fitzgerald e Thomas Wolfe).
Nel 1942 pubblicò A Time to Be Born (un romanzo in qualche modo ispirato dalla vita di Clare Boothe e Henry Robinson Luce) che portò, diversi decenni dopo, alla trasformazione della trama in un musical di successo.
Dopo la guerra la produzione rallentò, ma Powell scrisse ancora The Locusts Have No King (1948), The Wicked Pavilion (1954), e The Golden Spur (1962), tutti ambientati a New York.
Nel 1964 le venne diagnosticato un cancro del colon-retto, che la portò a una lunga sofferenza e poi, l'anno successivo alla morte.
Rimasta fuori stampa per qualche decennio, la sua opera è tornata in voga negli anni novanta, anche grazie alla stima di Gore Vidal.
Oggi la sua opera rientra nel canone classico della letteratura americana ed è ripubblicata dalla Library of America, mentre i suoi manoscritti sono collezionati presso la "Rare Books and Manuscripts Library" della Columbia University.

## Opere
- Whither (1925)
- She Walks in Beauty (1928)
- The Bride's House (1929)
- Dance Night (1930)
- The Tenth Moon (1932), conosciuto anche col titolo Come Back to Sorrento
- Big Night (1933), commedia
- Jig Saw (1934), commedia
- The Story of a Country Boy (1934)
- Turn, Magic Wheel (1936)
  - trad. di Alessandra Osti, Gira magica ruota, Roma: Fazi, 2001 ISBN 8881121824
- The Happy Island (1938)
- Angels on Toast (1940)
  - trad. di Alessandra Osti, Angeli a colazione, Roma: Fazi, 2002 ISBN 8881123339
- A Time to Be Born (1942)
  - trad. di Adelaide Cioni, Un tempo per nascere, Roma: Fazi, 2005 ISBN 8881126362
- My Home Is Far Away' (1944)
  - trad. di Silvia Castoldi, La mia casa è lontana, Roma: Fazi, 2008 ISBN 9788881129546
- The Locusts Have No King (1948)
- The Wicked Pavilion (1954)
  - trad. Silvia Castoldi, Cafè Julien, introduzione di Natalia Aspesi, Roma: Fazi, 2007 ISBN 9788881128402
- A Man's Affair (1956), revisione di Angels on Toast
- A Cage for Lovers (1957)
  - trad. di Silvia Castoldi Gabbia per amanti introduzione di Irene Bignardi, Roma: Fazi, 2011 ISBN 9788864111834
- The Golden Spur (1962)
  - trad. di Alessandra Osti, The Golden Spur, postfazione di Gore Vidal, Roma: Fazi, 2000 ISBN 8881121379 ISBN 8881124661
- Dawn Powell at Her Best (1994), antologia a cura di Tim Page
- The Diaries of Dawn Powell, 1931-1965 (1995), a cura di Tim Page
- Sunday, Monday and Always (1998), a cura di Tim Page
- Selected Letters of Dawn Powell, 1913-1965 (1999), a cura di Tim Page
- Four Plays (1999), a cura di Tim Page e Michael Sexton, contiene: Big night, Jig saw, Women at four o'clock e Walking down Broadway
- Novels 1930-1942 e Novels 1944-1962 (2001), a cura di Tim Page